# باربارا برک
باربارا برک (انگلیسی: Barbara Burke؛ ۱۳ مه ۱۹۱۷ – ۸ اوت ۱۹۹۸ (aged 81)) ورزشکار دو و میدانی اهل بریتانیا بود.
وی در مسابقات کشوری و بین‌المللی در مجموع برندهٔ ۱ مدال طلا، ۱ مدال نقره شده‌است.